# MusicDNA
 (janvier 2010).
Avec le concours de Karlheinz Brandenburg, auquel on doit le format audio MP3, la firme BACH Technology tente d'introduire un format audio répondant au nom de MusicDNA.
S'appuyant sur le MP3, il en conserve la qualité sonore et apporte l'intégration de données supplémentaires, parmi lesquelles la jaquette de l'album, les paroles ou les dernières publications sur le blogue de l'artiste avec la possibilité de mise à jour par Internet pour par exemple être informé d'une nouvelle date de concert.
Un fichier MusicDNA peut contenir, en plus de la musique, jusqu'à 32 Go d'images ou de video,.